# Michael Caine
Sir Maurice Joseph Micklewhite, Jr. (London, 14. ožujka 1933.), poznatiji kao Michael Caine, je britanski glumac s ostvarenih preko 100 filmskih uloga i osvojenim svim najvažnijim filmskim nagradama.
Zbog svojih zasluga u filmskoj umjetnosti dobio je 1993. priznanje "Zapovjednika Britanskog reda", a kasnije i titulu Sir.

## Životopis
Rodio se u jugoistočnom Londonu, kao sin majke Ellen Marie Burchell, kuharice i kućne pomoćnice i oca Mauricea, nosača na ribljoj tržnici.
Napustio je školu nakon srednje škole, želeći se posvetiti glumi. Međutim, prvo je odslužio vojsku u Koreji za vrijeme Korejskog rata, a po povratku je prvotno radio u kazalištu, a kasnije prelazi na film, glumeći nasuprot mnogim legendama filma. Iako je imao dosta uspjeha, nanizao je i nekoliko velikih promašaja. Tijekom 1990-ih posebno mu je bilo teško naći ulogu.
Prvo je uzeo pseudonim "Michael Scott",no kako je već postojao glumac s tim imenom, morao je promijeniti svoje umjetničko ime. Razgovarajući a agentom u telefonskoj govornici, okrenuo se oko sebe i ugledao reklamu za film "The Caine mutiny", izabravši prezime Caine.Jednom se našalio kako je mogao postati "Michael 101 Dalmatinac", da se okrenuo na drugu stranu.
Međunarodnu afirmaciju stekao je špijunskom filmu Strogo povjerljivo Ipcress (1965.) i tragikomediji Alfie (1965.).
Osvojio je dva Oscara (1986. za ulogu u filmu Hannah i njezine sestre i 1999. godine za ulogu u filmu Kućna pravila), tri Zlatna globusa, i još niz priznanja.
Jedan je od samo dvoje glumaca koji su za glumu (glavnih ili sporednih uloga) nominirani za Oscara u svakom desetljeću od 1960-ih. Drugi je Jack Nicholson.

### Privatni život
Iako mu je otac bio katolik, odgojen je kao protestant.
Ženio se dva puta, prvi put 1955. s Patricia Haines, a drugi put 1973. sa Shakirom Baksh. Iz oba braka ima po jednu kćer.
Navija za Chelsea Football Club.
Kad ne radi, koristi svoje pravo ime.
Bio je i jedan od domaćina 45. dodjele Oscara. Partneri su mu bili Carol Burnett, Charlton Heston i Rock Hudson.

## Djelomična filmografija
- Zulu (1964.) - poručnik Gonville Bromhead
- Strogo povjerljivo Ipcress (1965.) - Harry Palmer
- Alfie (1966.) - Alfie Elkins
- Pogreb u Berlinu (1966.) - Harry Palmer
- Kasno za heroje (1970.) - Tosh Hearne
- Uhvatite Cartera (1971.) - Jack Carter
- Čovjek koji je htio biti kralj (1975.) - Peachy Carnehan
- Orao je sletio (1976.) - pukovnik Kurt Steiner
- Hannah i njezine sestre (1986.) - Elliot
- Četvrti protokol (1987.) - John Preston
- Bez traga (1988.) - Sherlock Holmes
- Smrtonosna zemlja (1994.) - Michael Jennings
- Prljavi pokvareni prevaranti (1988.) - Lawrence Jamieson
- Kućna pravila (1999.) - Dr. Wilbur Larch
- Otrovno pero markiza de Sadea (2000.) - Dr. Royer-Collard
- Cura na zadatku (2000.) - Victor Melling
- Presuda (2003.) - Pierre Brossard
- Uhvatite Cartera (2000.) - Cliff Brumby; remake filma iz 1971.
- Batman: Početak (2005.) - Alfred Pennyworth
- Djeca čovječanstva (2006.) - Jasper
- Prestiž (2006.) - John Cutter
- Vitez tame (2008.) - Alfred Pennyworth
- Putovanje u središte zemlje 2: Tajanstveni otok (2012.) - Alexander Anderson
- Vitez tame: Povratak (2012.) - Alfred Pennyworth